# 呂元祥建築師事務所
呂元祥建築師事務所（英文：Ronald Lu & Partners，縮寫：RLP）於1976年成立，為一間由呂元祥博士（香港著名建築師，慈善家呂明才後人）開創的香港建築師事務所，總部位於香港，在北京、上海、廣州及深圳均設有辦事處，僱員逾550名，當中逾70%職員持有「綠建專才LEED」資歷。呂元祥建築師事務所的主要業務為建築設計、總體規劃及室內設計，項目範圍廣泛，包括文化及公共建設、教育、綜合發展、商業、住宅、酒店及零售及綜合運輸發展項目等。呂元祥建築師事務所在香港以至中國大陸等均有重點建築項目發展。近10年來，呂元祥建築師事務所獲得逾50個香港及國際奬項。

## 重要項目

### 華潤大廈翻新

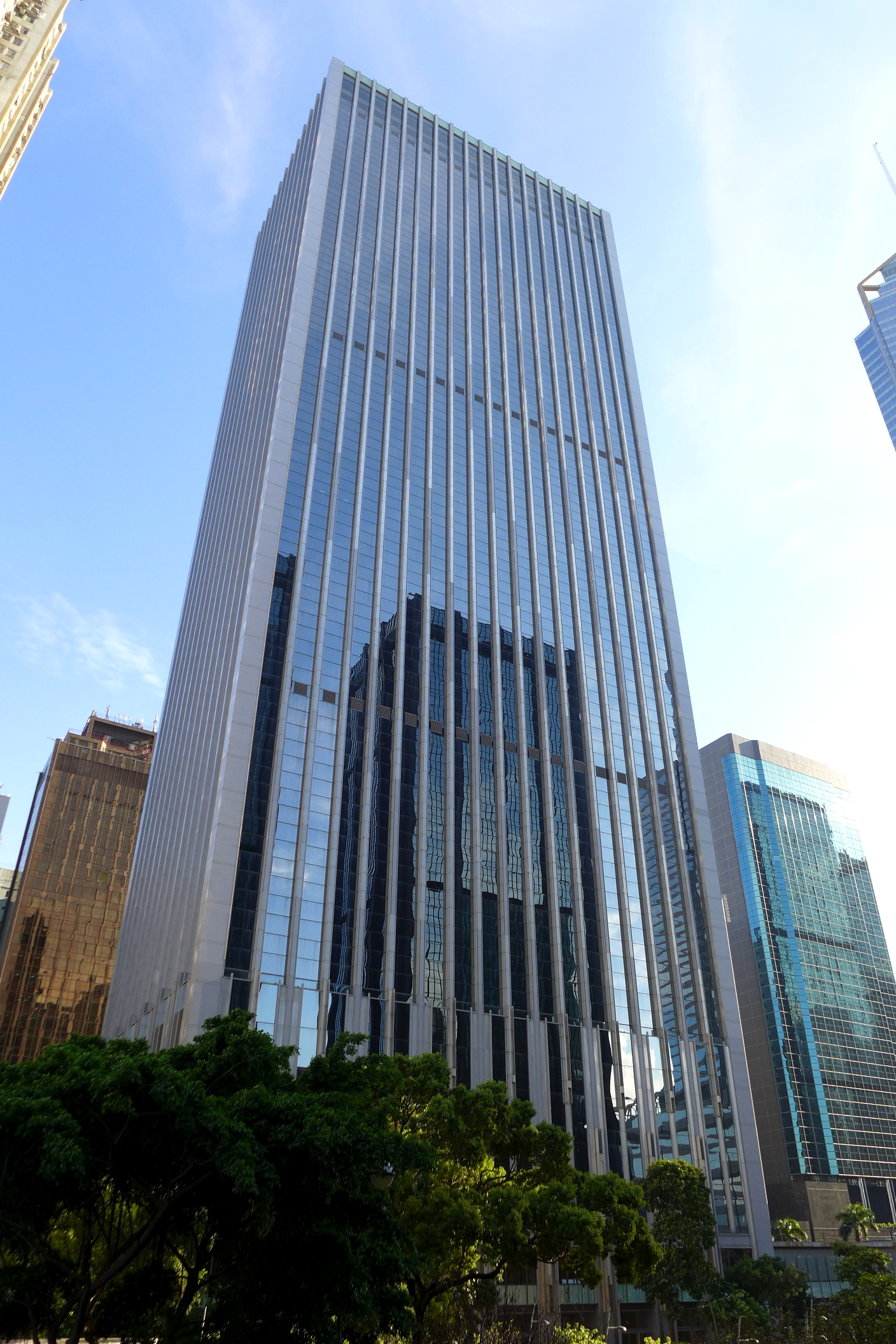
位於香港灣仔的華潤大廈

華潤大廈總部位於香港香港島灣仔區港灣道，於1983年建成，於2012年翻新，是一座集甲級寫字樓、零售商場及酒店為一身的綜合大樓。翻新後的大廈窗戶採用可以獨立分組裝嵌的低放射性雙層玻璃幕牆、室內裝置動感光調節照明系統，改善自然通風及採光照明，符合環境保護及節能的條件。是項翻新工程是香港首個獲得美國綠建築協會能源與環境設計標準金獎認證的項目，並且獲得2012年美國建築師學會香港分會環保建築設計獎。

### 西九文化區概念設計
西九文化區佔地40公頃，集文娛、公共、商業及住宅於一地。最端臨海的23公頃土地將恂劃為公眾公園。呂元祥建築師事務所與福士特建築事務所合作的「城市中的公園」於國際競賽中脫穎而出，獲得西九文化區管理局及評審小組推薦為最終興建的整體規劃方案。 

#### 戲曲中心

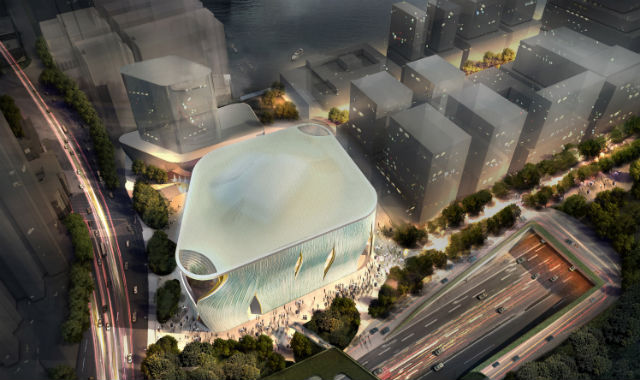
位於香港九龍西九文化區的戲曲中心

戲曲中心由已故加籍華裔建築師譚秉榮及呂元祥建築師事務所與西九文化區管理局攜手設計及塑造，位於西九文化區，以保存、發展及推廣這項重要的中國傳統文化藝術。戲曲中心占地13,800平方米，除了占地2,000平方米的培訓及教育設施外，更會有兩個設計瑰麗的劇場，分別提供1,100個及400個座位（後者將於第二期落成），以及一個可以供予表演及容納280名觀眾的傳統茶館。此項目為西九文化區區內17個核心文化藝術設施中最早開放使用的場地，已於2018年底落成。

### 香港零碳天地

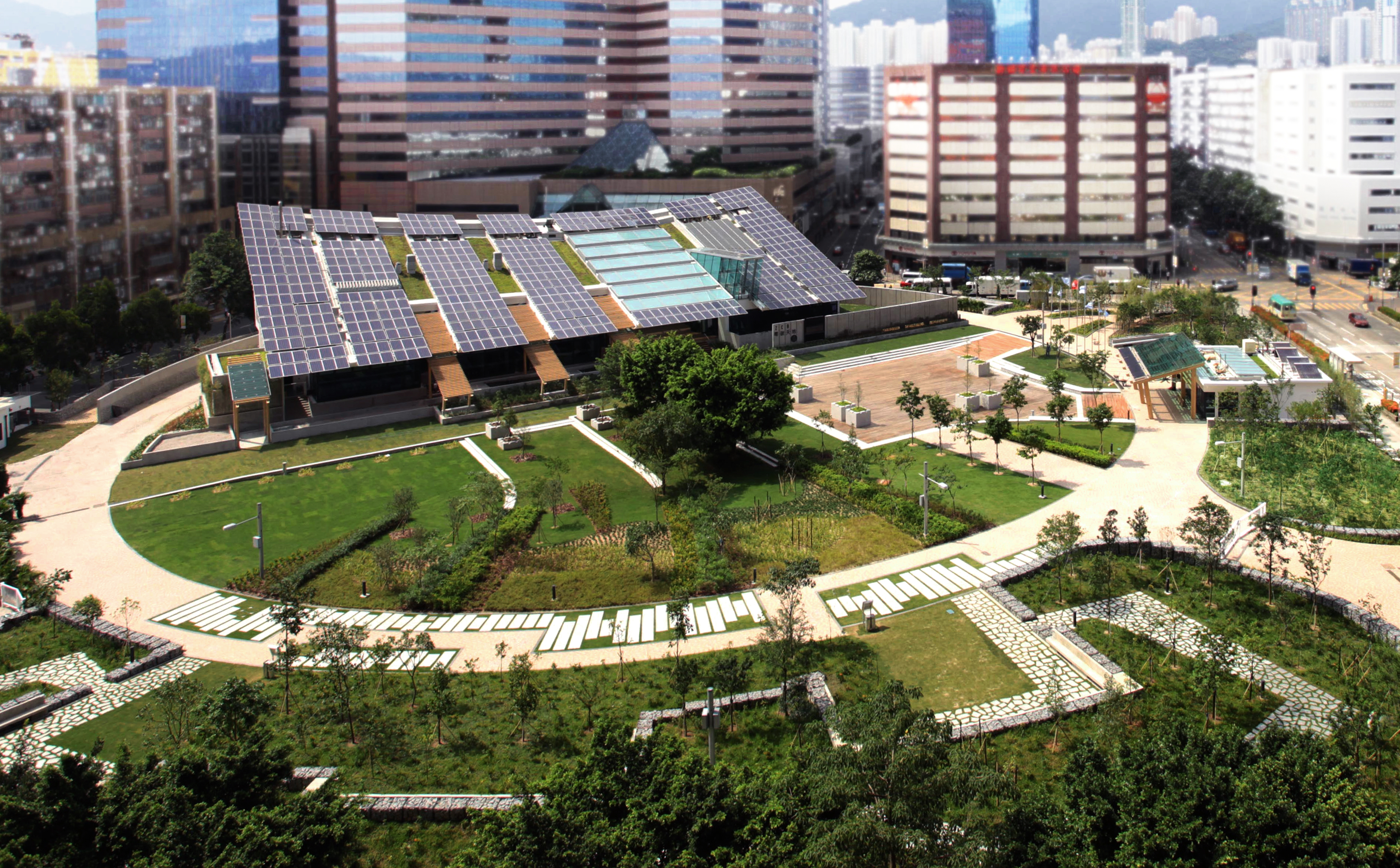
位於香港九龍灣的零碳天地

由建造業議會及發展局合作發展的香港首座零碳建築──零碳天地，位於九龍灣常悅道，建造業協會斥資2.4億港元建造，於2012年建成，占地13.7萬平方呎，樓高3層，總樓面面積達5萬平方呎，地下及一樓分別設置展覽廳、活動場地、綠色辦公室及家居展示廳，展示逾90項節能裝置，用作發電的機房則設在地庫，亦設展覽區。地方有90%空間作綠化、廣場及公眾休憩空間，而60%地區將種植多種本土樹木。

### 銘琪癌症關顧中心

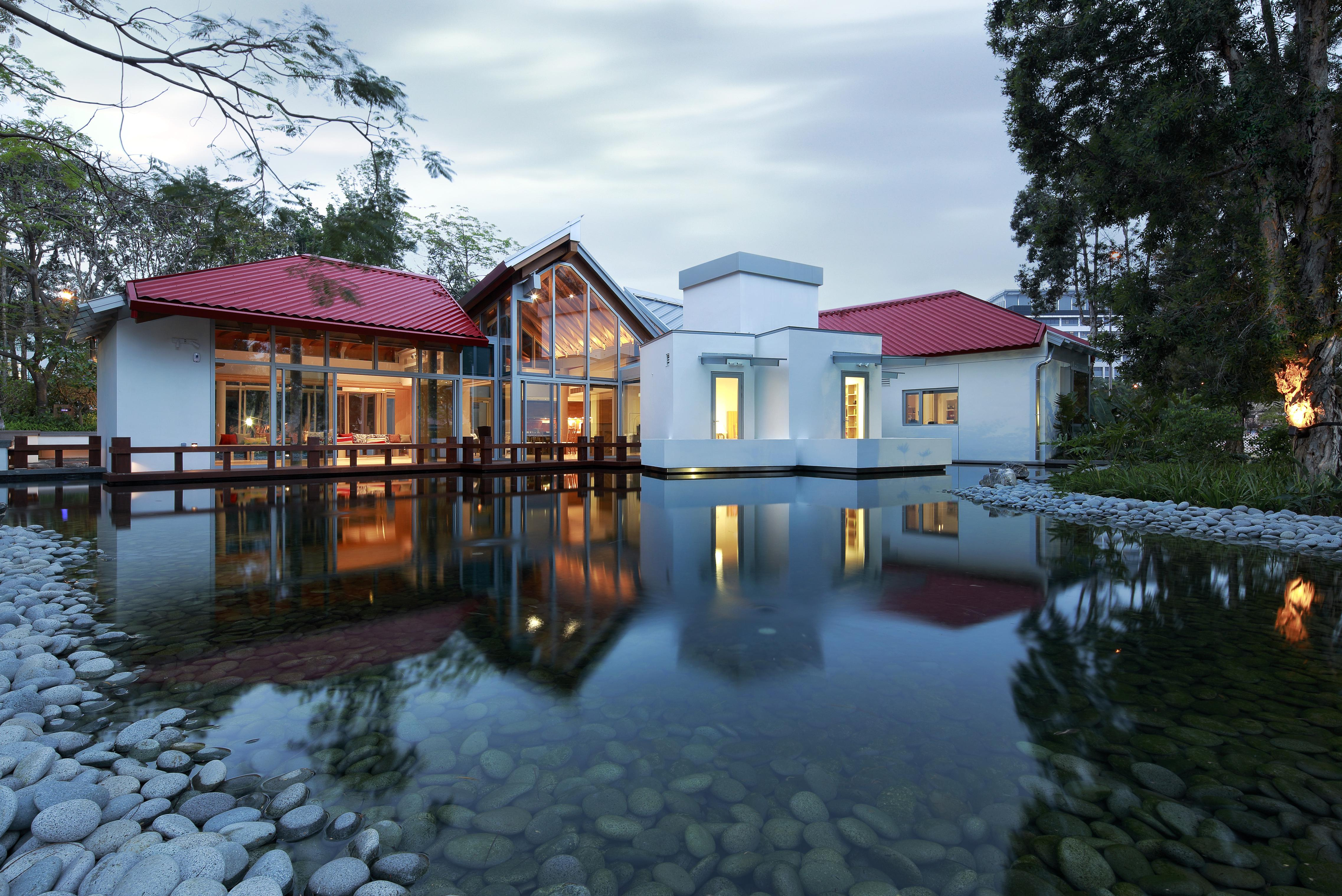
位於香港屯門的銘琪癌症關顧中心

銘琪癌症關顧中心座落於屯門醫院的花園中，於2012年建成，是英國銘琪以外首間提供癌症輔導服務的中心。中心是為了紀念死於癌症的'美琪凱瑟克（Maggie Keswick Jencks）而建造，成立的目的是為受癌病影響的人士提供多元化的服務，給予支援和鼓勵。合作伙伴為法蘭克·蓋瑞。.

### 香港民航處新總部
民航處新總部位於大嶼山赤臘角，鄰近香港國際機場。新總部集合航空交通管制塔及曾經分散在不同地點的分部辦事處於同一大樓之內，改善部門內部管理及運作效率。新總部大樓設計包括3座主要大樓，A區設有一個全新而獨立的能源中心，B區包括一座新航空交通管制中心、辦公室、訓練中心、會議設施及禮堂，而C區用則作安放航空設施。

### 香港城市大學劉鳴煒學術樓

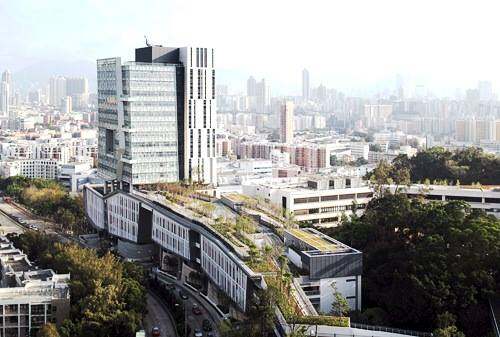
香港城市大學劉鳴煒學術樓

為了應付三三四高中教育改革後，學生人數增多，香港城市大學在達之路大學廣場旁邊興建一座新的教學及行政大樓，以配合大學的未來發展。新建的樓高20層的教學及行政樓增添20,500平方米的實用樓面，設有多間課室、可以客納600人的演講廳、教學及研究實驗室、多用途活動室、飯堂、教職員辦公室和天台花園等。

### 傲璇
傲璇位於香港島山頂司徒拔道53號，為呂元祥建築師事務所與法蘭克·蓋瑞合作項目。樓高12層，共有12個住宅單位，每戶面積約6,000平方呎以上。

## 其它項目

### 公共建築
- 小西灣綜合大樓
- 大角咀市政大樓
- 高山劇場新翼大樓
- 東涌游泳池
- 觀塘游泳池
- 香港百子里公園
- 青年會烏溪沙青年中心
- 沙田浸信會
- 戲曲中心
- 零碳天地
- 日出康城
- 北角邨地皮綜合發展項目
- 博覽館站
- 黃埔站
- 香園圍管制站
- 中央郵件中心
- 稅務中心（由承建商協興建築再行分判）
- 新界東文化中心

### 教育項目

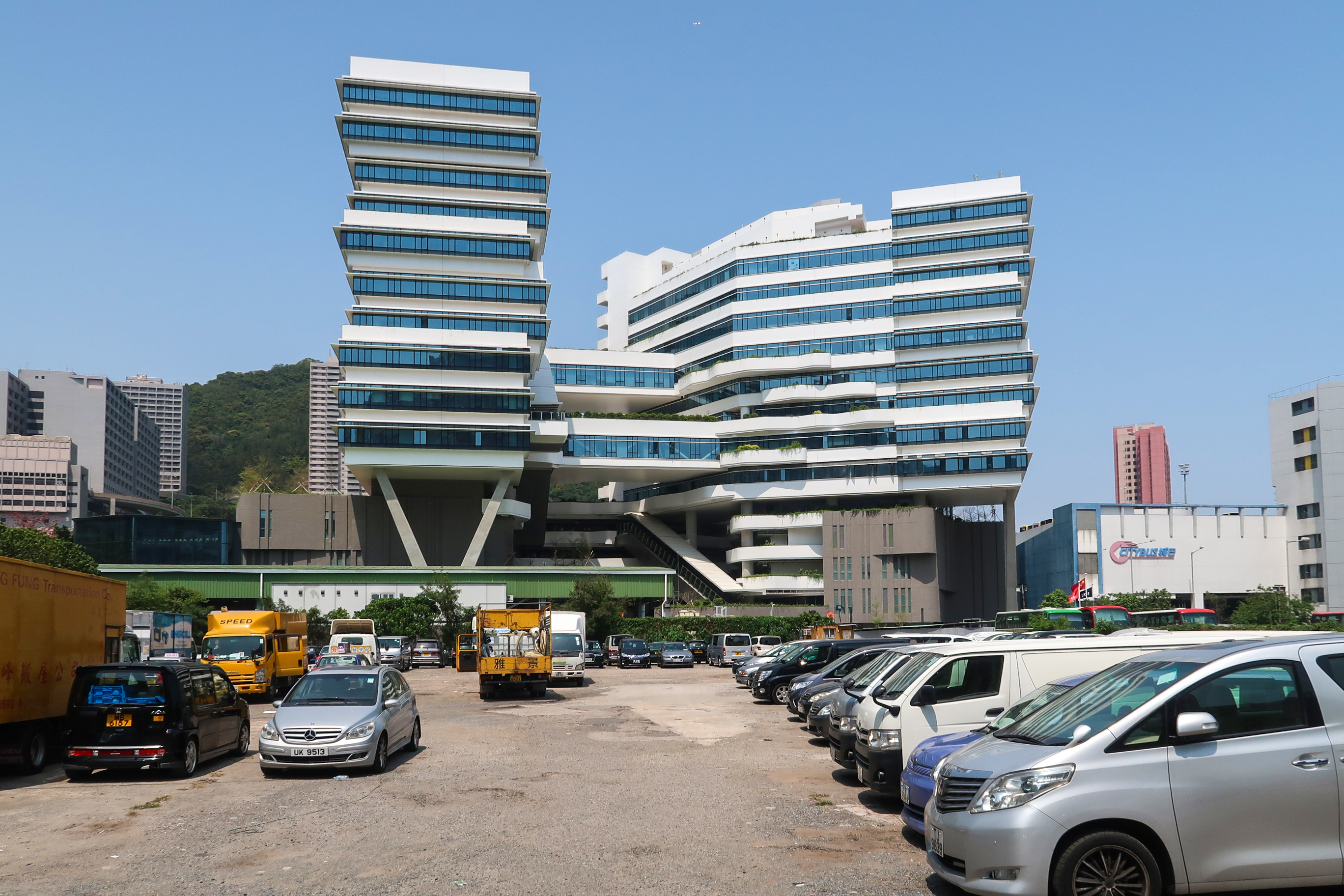
香港高等科技教育學院永久校舍

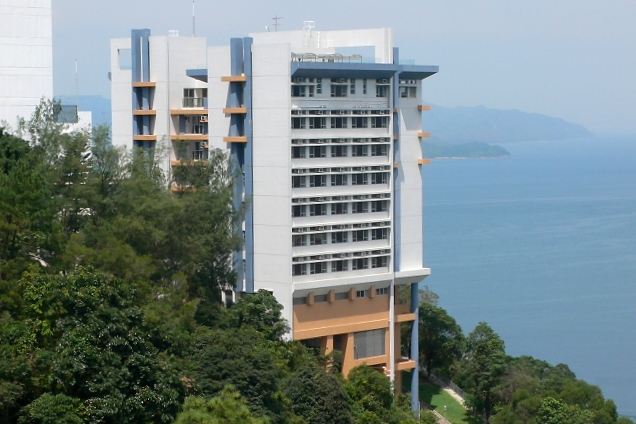
中大新亞書院紫霞樓

- 香港浸信會神學院（新鴻基地產託建，以交換原來神學院院址）
- 匯基書院 (東九龍)
- 弘立書院
- 香港科技大學商學院（競賽方案）
- 香港科技大學教育及行政大樓（鄭裕彤樓）
- 香港科技大學學生宿舍八及九大樓
- 香港浸會大學高級員工宿舍
- 佐敦谷聖若瑟天主教小學及浸信宣道會呂明才小學
- 北角衞理小學及番禺會所華仁小學
- 英基九龍小學翻新計劃
- 香港城市大學學術樓（三）
- 匡智松嶺第二校
- 香港中文大學新亞書院學生宿舍紫霞樓
- 香港浸會大學學生宿舍
- 香港高等科技教育學院永久校舍
- 香港浸會大學大學會堂室內設計（原先由甘洺負責，是RLPHK的處女作）
- 香港大學專業進修學院保良局何鴻燊社區書院
- 香港公開大學護理及健康綜合大樓

### 酒店及商業建築
- 香港迪士尼樂園酒店
- 都會海逸酒店
- 灣景國際酒店
- 君怡酒店
- 永安廣場
- 倫敦廣場
- 太興廣場
- 電業城
- 廣東道100號
- 赫德道8號
- 北角道8號
- 香港華潤大厦翻新工程
- 香港凌霄閣翻新及改建工程
- 香港禮頓中心擴建及改善工程
- 亞洲國際博覽館
- One HarbourGate
- TOWER 535（執行建築師）
- 香港綠景NEO大廈
- 高銀金融國際中心（執行建築師）
- Victoria Dockside（執行建築師）
- 香港科學園第三期（環保顧問，建築設計由關善明建築師事務所設計）
- 前美利道停車場大廈商廈發展項目（執行建築師）
- AIRSIDE（執行建築師）

### 住宅建築
- 樂翠臺
- 浩景臺
- 雅典居
- 嘉麟閣
- 恒順園
- 恒豐園
- 恒福花園
- 都會軒
- 泓都
- 清水灣道8號
- 曼克頓山
- 一號銀海
- 御龍山
- 銀湖天峰
- 南灣
- 溱岸8號
- 瓏門
- 昇薈
- 囍滙
- 傲璇
- 樂融軒
- 峻巒
- The Parkside
- 珺瓏灣
- 滿名山
- Capri
- 煥然壹居
- 天瀧
- 海璇
- 高爾夫·御苑
- 日出康城（總體規劃及第四期晉海、第五期MALIBU、第九期MARINI、第十一期凱柏峰及第十二期設計）
- 柏傲莊
- 何文田站上蓋發展項目第一期
- 愉景灣第七期
- 黃大仙上邨第一期
- 聚然

### 低密度住宅
- 九龍塘花園
- 加列山道72號
- 怡禮苑
- 愉景灣第7期璧如臺
- 麗峰花園
- 柏濤灣
- 天峦

### 工業建築
- 八號商業中心
- 港利中心
- 百樂門大廈
- 百佳分發中心
- 東都中心

### 中國大陆及海外項目
- 澳洲坎培拉中國領事館
- 廣州玖瓏湖發展項目
- 天環（广州）
- 廣州保利威座大廈
- 廣州峻林
- 珠海環宇城

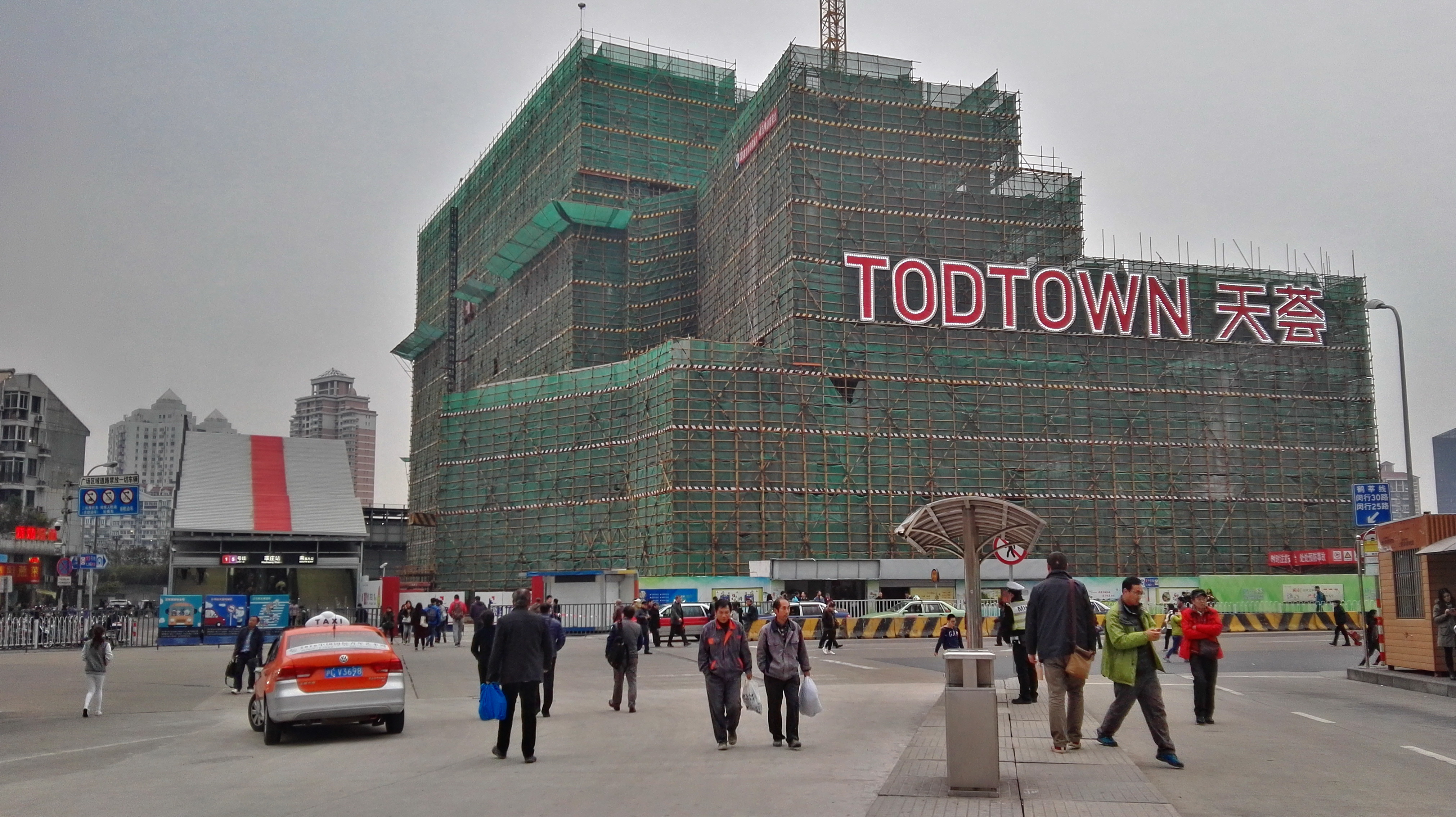
建设中的天薈，2017年3月

- 珠海北京師範大學—香港浸會大學聯合國際學院
- 上海莘庄天薈
- 周大福天津濱海中心
- 杭州萬象城悅府
- 武漢常青花園
- 成都信和御龍山酒店及商業綜合發展項目

## 獎項
- 香港綠色建築議會 BEAM PLUS 環評暫定鉑金級級別
- 香港綠色建築議會BEAM環評白金級級別
- ic@ward全球室內設計大獎
- 工程創意大獎
- 透視設計大賞 2012
- 亞太區室內設計大獎 2012
- 環保建築大獎2012
- 香港建築信息模擬設計大獎
- 優質建築大獎2012
- 美國建築師學會香港分會建築獎
- 香港建築師學會建築獎